# Joël Magny
Pour les articles homonymes, voir Magny.
Joël Magny est un historien du cinéma et critique français, né le 3 février 1946 à Lille et mort le 14 octobre 2017 à Montreuil.

## Biographie
Collaborateur de plusieurs revues de cinéma, dont Téléciné et Cinéma, avant son entrée aux Cahiers du cinéma en 1987, Joël Magny a été en outre le rédacteur en chef des Fiches du cinéma de 1989 à 1992, sous le pseudonyme d'Olivier Serre.
Il a été chargé de cours à l'Université de Paris-VIII, collaborateur de l'Encyclopædia Universalis et directeur de collection aux éditions des Cahiers du cinéma.

## Publications
- Éric Rohmer, Rivages, 1986
- Claude Chabrol, éditions des Cahiers du cinéma, 1987
- Histoire des théories du cinéma (avec Guy Hennebelle), Corlet Publications, 1991
- Le Point de vue. Du regard du cinéaste à la vision du spectateur, éditions des Cahiers du cinéma, 2001
- Maurice Pialat, éditions des Cahiers du cinéma, 2003
- Chaplin aujourd'hui (avec Noël Simsolo), éditions des Cahiers du cinéma, 2003
- Vocabulaires du cinéma, éditions des Cahiers du cinéma, 2004
- L'Aurore de Murnau, éditions des Cahiers du cinéma, 2005